# Мост Хайинь

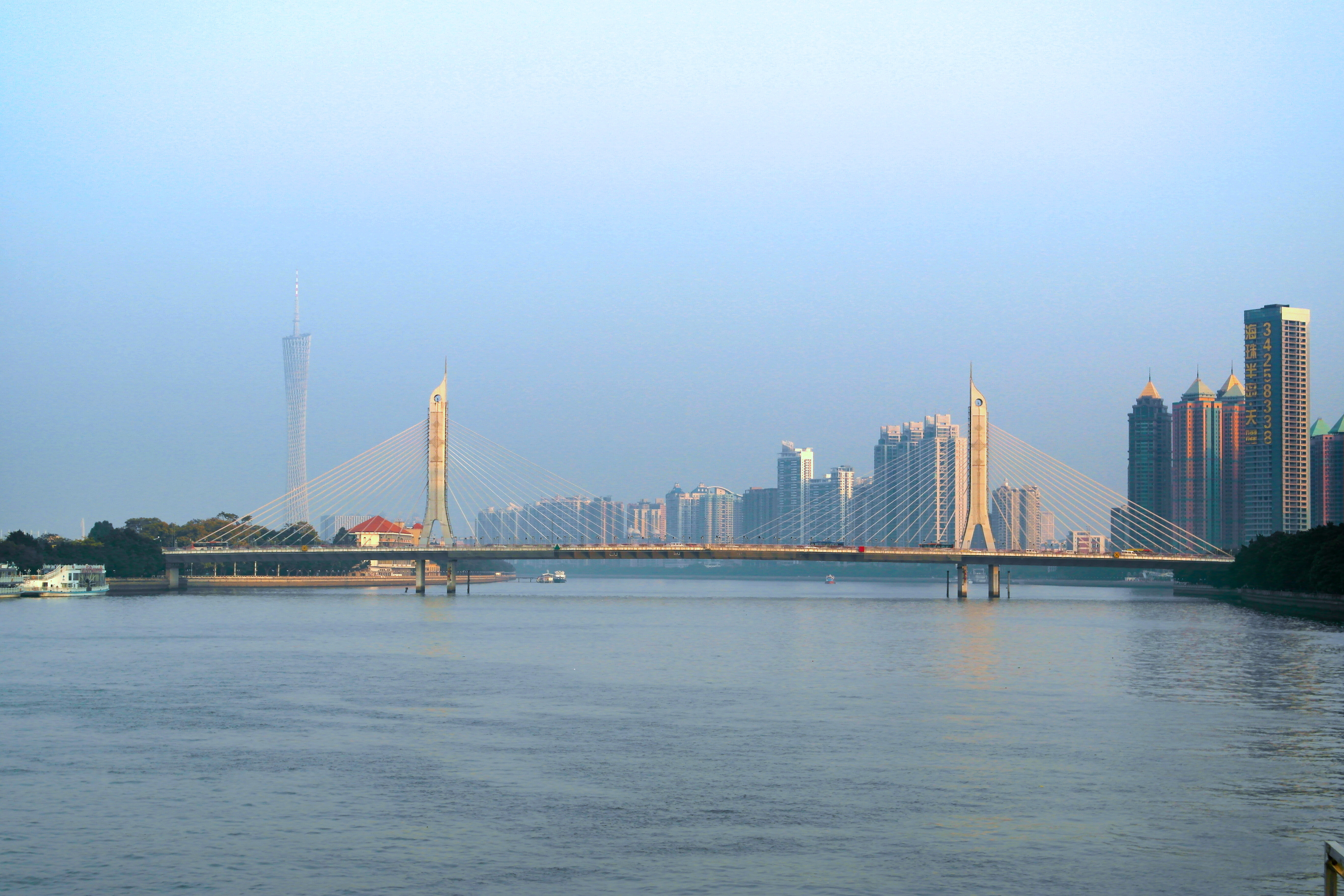
01.2015. Вид на мост по течению реки с корабля

Мост Хайинь (кит. упр. 海印大桥, пиньинь Hǎiyìn Dàqiáo) — вантовый мост в Китае, провинции Гуандун, городе Гуанчжоу, построенный через Жемчужную реку (кит. упр. 珠江, пиньинь Zhūjiāng, палл. Чжуцзян).
В основе — конструкция из двух пилонов c креплением вантов по принципу арфы. Это был первый мост именно такого типа, построенный в Китае. Проезд по мосту бесплатный. В каждую из двух сторон могут двигаться автомобили в три ряда, также есть отдельная полоса для движения пешеходов и велосипедистов.
Строительство моста было начато в июне 1985 года. Открытие произошло в декабре 1988 года. Длина главного пролета 175 метров, а общая длина моста над водой — 345 метров. Вся конструкция моста имеет длину 1130,75 метра.